# Майкъл Спенс
Майкъл Спенс (на английски: Michael Spence) е американски икономист, работещ в областта на динамиката на информационните потоци. През 2001 г. получава, заедно с Джоузеф Щиглиц и Джордж Акерлоф, Наградата за икономически науки на Шведската банка в памет на Алфред Нобел. Професор е в Харвардския университет и в Станфордския университет (1990-99).